# LyondellBasell

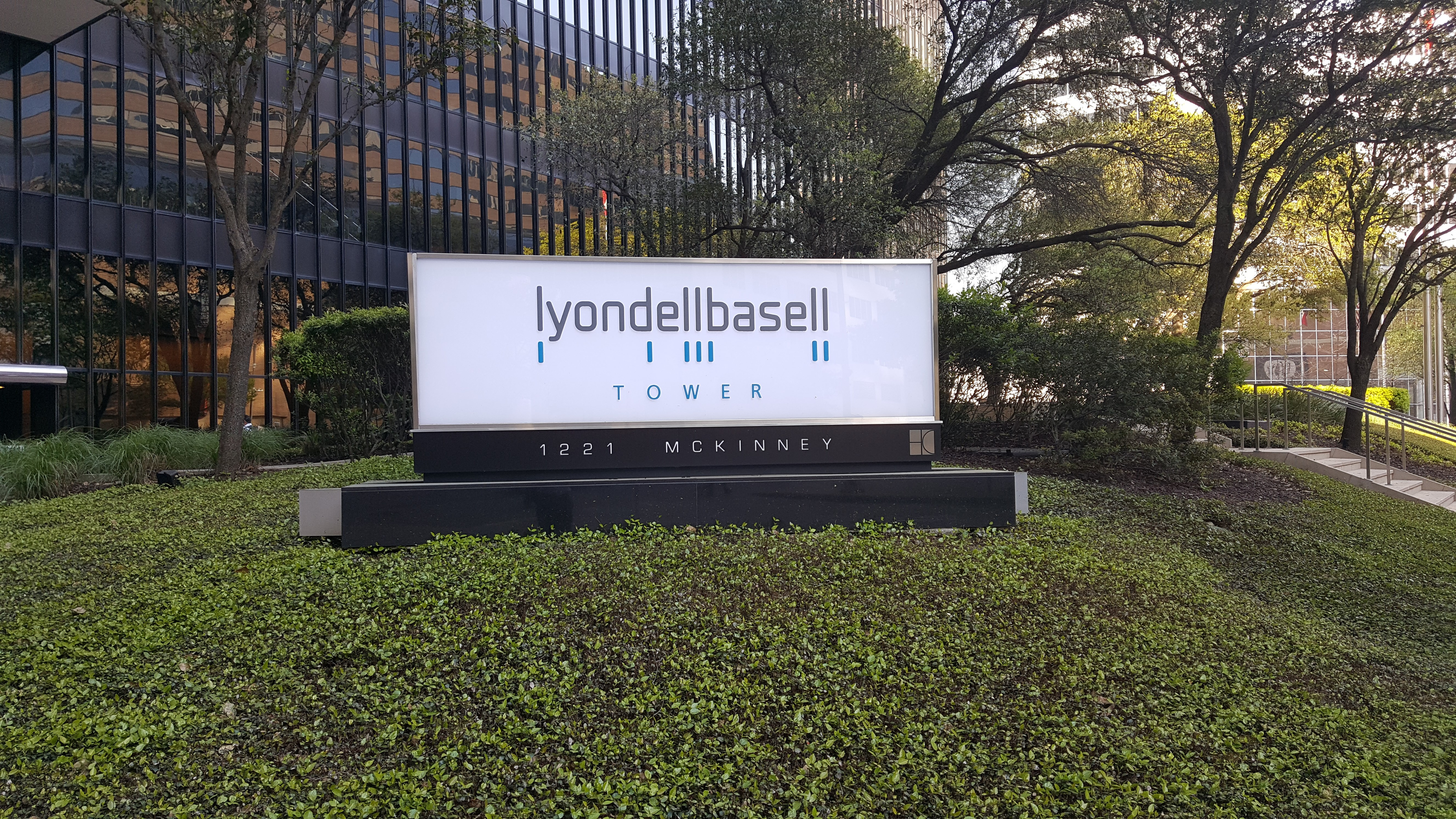
A torre LyondellBasell (antigo One Houston Center) abriga os escritórios corporativos da LyondellBasell em Houston, Texas.

A LyondellBasell Industries NV (LYB) é uma empresa química multinacional constituída nos Países Baixos com sede corporativa nos EUA em Houston, Texas, e escritórios em Roterdã, Países Baixos e Londres, Reino Unido. Globalmente, a empresa é a maior licenciadora de tecnologias de polietileno e polipropileno e a segunda maior produtora de poliolefinas. Dentre seus principais produtos, destacam-se etileno, propileno, poliolefinas e outros intermediários químicos. A LyondellBasell foi formada em 2007 pela aquisição da Lyondell Chemical Company pela Basell AF por US$ 12,7 bilhões.

## História
A Lyondell foi criada em 1985, a partir de instalações pertencentes à Atlantic Richfield Company (ARCO). Em 1989, a companhia separa-se da ARCO, tornando-se uma companhia independente listada na Bolsa de Valores de Nova Iorque. Em 1997, a Equistar Chemicals é formada a partir de uma joint-venture entre Lyondell e a Millennium Chemicals. Em 1998, a Occidental torna-se sócia na Equistar ao incorporar ativos de etileno, propileno e outros intermediários químicos e a Lyondell compra a ARCO Chemical por US$ 5,6 bilhões, incluindo a participação total de 82,2% da ARCO. Em 2002, a Lyondell adquire a participação de 29.5% da Occidental na Equistar. Em 2004, a Lyondell adquire a Millennium Chemicals em um acordo de troca de ações avaliado em US$ 2,3 bilhões e passa a ter controle de 100% das ações da Equistar. Em agosto de 2006, a Lyondell adquire a participação da Citgo na Refinaria Lyondell-Citgo por US$ 2,1 bilhões e a renomeia para Houston Refining.
A Basell surgiu resultante da fusão das companhias Montell, Targor e Elenac em 2000, sendo uma joint venture (50/50) entre BASF e Shell. Em 2005, a empresa foi adquirida pelo grupo empresarial privado Access Industries, fundado por Len Blavatnik, por € 4,4 bilhões.
Em 2007, a Basell compra a Lyondell em um negócio avaliado em US$ 12,7 bilhões, criando a nova empresa LyondellBasell Industries, uma das maiores empresas químicas do mundo na época. Devido ao grande endividamento, as operações da LyondellBasell nos Estados Unidos entraram com pedido de proteção contra falência, Capítulo 11, em janeiro de 2009 e saíram da falência em abril de 2010. A antiga empresa holding LyondellBasell Industries AF SCA foi substituída pela LyondellBasell Industries NV, sendo listada na Bolsa de Valores de Nova York em 14 de outubro de 2010. Em 2018, a companhia adquire a A. Schulman, uma empresa dedicada a fabricação de compostos plásticos e resinas de alto desempenho, por US$ 2,25 bilhões.